# 격변설

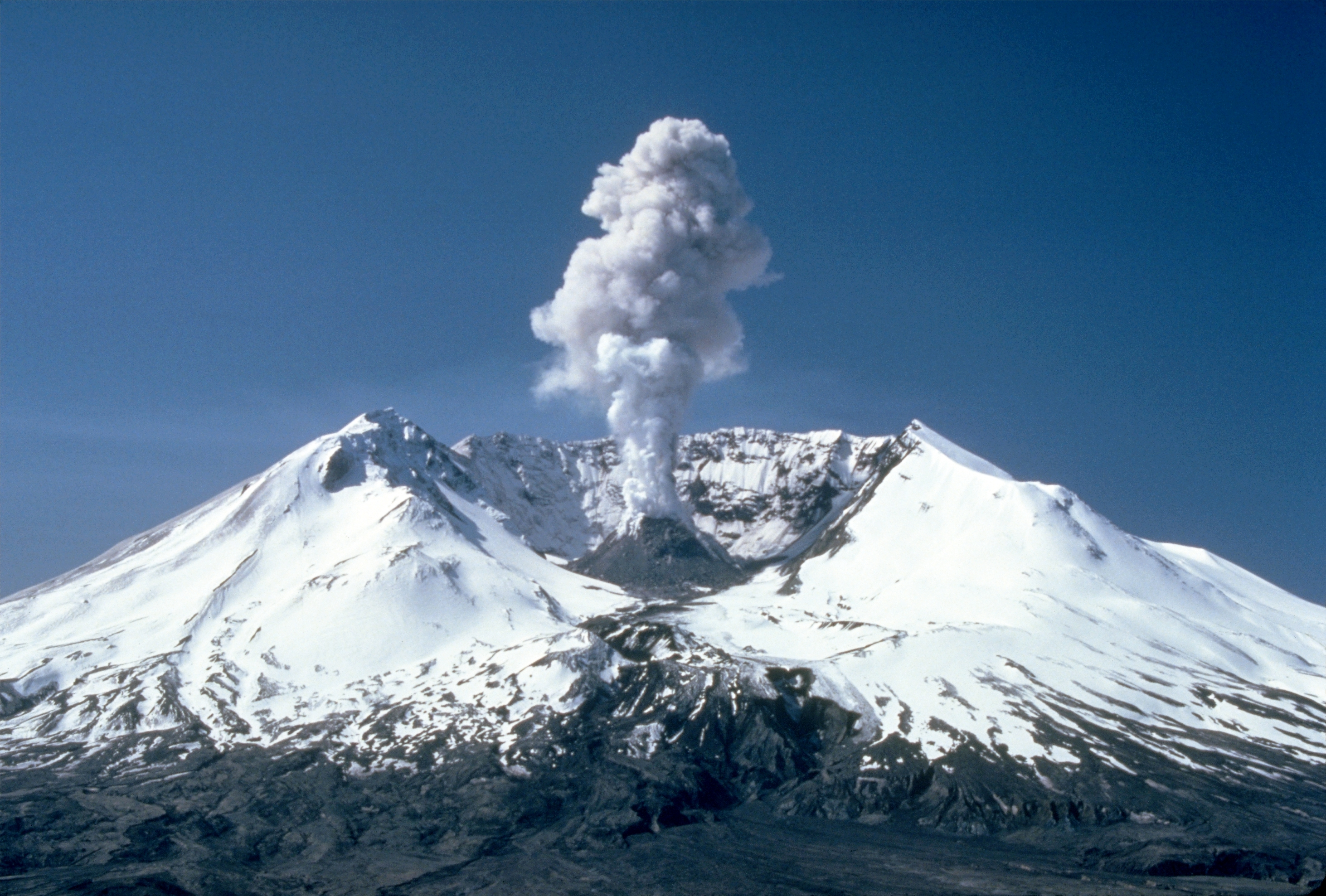
세인트 헬렌스 산

격변설(激變說, catastrophism)은 격변이 여러 차례 반복되어 현재의 지구의 모습이 되었다는 학설로서, 보통 프랑스 자연철학자 바롱 조르주 퀴비에가 정리한 것을 시초로 본다. 창조과학에서 주장하는 '새로운 격변설'과는 다른 개념이다.
반대 개념인 ‘동일과정설’이라는 용어는 윌리엄 휴얼에 의해 만들어진 말로 그는 또한 지구가 갑작스럽고, 짧은 삶을 산, 급격한 사건에 의해 형성되었다는 ‘격변설’이라는 용어도 그가 만들었다.

## 개요
격변설은 현재 지구의 모습은 과거에 일어난 수많은 격변들에 의해 형성되었다고 보는 견해이다.
지구 역사에서 많은 격변들이 있었다면 가장 먼저 생각해 볼 수 있는 예로는
대형 운석 충돌, 전 세계적인 화산폭발이나 지진, 해일, 대륙이동, 빙하기, 대규모 홍수나 산사태 등을 생각해 볼 수 있다. 그리고 이러한 대격변들은 생물의 멸종과도 밀접한 관련이 있다. 대격변의 원인이 무엇인가에 따라 우리는 지구 내부
원인에 의한 격변과 멸종, 그리고 지구 외적 원인에 의한 격변과 멸종으로 나누어 생각해 볼 수 있다.

## 지구 내적 원인에 의한 격변과 멸종
지구에 살고 있는 복잡하고 다양한 생명체들은 태양광, 공기, 물 등과 연결된 지구의 기후 변화에 예민하게 의존되어 있다. 이러한 지구 환경의 예민한 균형이 깨어지면 지구에는 대규모 환경 변화가 일어나며, 이는 곧 수많은 종의 멸종으로 이어진다. 지구의 역사를 살펴보면 이러한 지구환경의 격변과 멸종은 주기적으로 여러 차례 일어났음을 볼 수 있다. 특히 근래에는 인간에 의한 대규모 지구환경 변화가 일어나고 있고 전 지구적 멸종의 가능성이 점증하고 있다.
한 예로 대규모 화산 폭발을 생각해 보자. 지구 내부에는 엄청난 양의 화산 기체가 녹아 있는 거대한 마그마 챔버들이 있다. 이러한 화산 기체들은 지구 내부에서 엄청난 압력과 높은 온도의 마그마와 함께 있을 때는 마그마에 용해된 상태로 존재한다. 그러나 격렬한 화산 활동을 통해 이 압력이 낮아지고 마그마가 지표면 가까이로 올라오게 되면 마그마로부터 화산 기체들이 재빨리 끓어올라 거대한 폭발을 일으킨다. 그러면 치명적인 화산 기체와 더불어 화산재, 암석 분말 등이 뜨거운 상승기류를 타고 성층권에까지 올라가게 된다. 그리고 이러한 것들이 고공에서 바람을 타고 전 세계로 흩어지면서 지면을 덮게 되면 심각한 기상이변이 일어나게 되고 농업이 불가능하게 되고, 인류의 문명도 심각한 위협을 받게 된다.
화산 폭발은 자연 재해라고 할 수 있지만 근래에 와서는 사람에 의한 전 지구적 재해의 가능성도 증가하고 있다. 몇 가지 예를 들어보자.
첫째, 온실효과(greenhouse effect)이다. 온실에서 유리가 식물들을 따뜻하게 유지하듯 대기 중에 포함된 수증기, 이산화탄소, 메탄가스 등은 적외선을 흡수하여 지구 대기의 온도를 높이는 역할을 한다. 이로 인해 우리 지구는 생명체들이 살 수 있는 따뜻한 환경이 유지되고 있다. 정상적으로는 이러한 온실 가스들의 변화는 서서히 일어나기 지구상의 생명체들이 이에 적응할 수 있는 충분한 시간적인 여유가 있었다. 하지만 지난 100여 년간 진행된 산업화의 결과로 대기 중의 이산화탄소와 메탄가스의 양이 현저하게 증가하였으며, 이로 인해 급속한 인위적인 온실효과가 일어나고 있다. 화석 연료를 연소시키면서 발생하는 온실 가스로 인해 급속도록 지구온난화가 진행되고 있는 것은 이미 우리들이 피부로 느끼고 있다. 더욱이 과도한 삼림 벌채로 인해 이산화탄소를 흡수하는 숲이 급속히 사라지면서 온실효과가 더 빠른 속도로 나타나고 있다.
이처럼 오랜 세월동안 자연이 유지해 오던 균형이 깨어지면서 지구의 기후는 급속도로 변화하고 생태계 파괴는 급속히 진전된다. 인구 증가와 더불어 심해지는 대기 오염을 멈추기 위해서는 한 사람 한 사람이 경각심을 갖고 행동하는 수밖에 없다.
둘째, 오존층의 파괴이다. 자연에서는 오존이 끊임없이 생성, 소멸되고 있다. 자외선이 산소분자(O2)에 조사되면 오존분자(O3)가 생성되는 한편 자연에서 생성된 메탄가스(CH4)는 오존분자를 파괴하는 역할을 한다. 이 두 과정이 자연에서 평형을 이루면서 오존의 농도를 잘 조절하고 있다. 하지만 20세기에 들어와서는 인간이 합성한 CFC(chlorofluorocarbon)라는 물질이 부가적으로 오존분자를 파괴하기 시작하면서 자연에서 오존의 생성-소멸 균형이 깨어지게 되었다. 자외선이 CFC 분자를 분해하게 되면 질소와 염소가 생성되는데 이들이 오존분자를 공격하는 것이다. 이로 인해 오존이 파괴되는 속도는 오존이 생성되는 속도보다 훨씬 빠르다.
지구 대기권의 성층권 하층에 존재하는 얇은 오존층은 태양으로부터 쏟아지는 치명적인 자외선의 양을 흡수한다. 하지만 오존층이 파괴되어 점점 얇아지게 되면 점점 더 많은 자외선이 지표면에 도달하게 되고, 이로 인해 지상의 생명체들은 심각한 생존의 위협을 받게 된다. 근래 CFC 배출로 인해 남극 상공에 거대한 오존층 구멍이 생기고 오스트레일리아나 뉴질랜드에 피부암이 급증한 것은 우리 시대에 나타나고 있는 현상이다. 지금보다 조금만 더 많은 자외선이 지표면에 도달하게 되더라도 인간에게는 치명적인 피부암이 발생할 가능성이 현저히 증가하며, 또한 대규모 흉작과 기근이 일어나서 인류 문명은 지속되기가 어렵게 된다.
셋째, 핵무기의 위협이다. 지난 세기, 인류는 원자핵에 내재된 엄청난 에너지를 활용하는 방법을 발견했다. 이를 응용하여 만든 것이 바로 원자폭탄이나 수소폭탄과 같은 핵무기이다. 인간이 만든 핵무기로 인해 전 지구적인 핵전쟁의 위험은 다른 어떤 것보다 인류의 생존을 송두리째 위협하는 요소라고 할 수 있다. 오늘날 인류가 소유하고 있는 대형 수소폭탄은 작은 소행성이 지구에 충돌할 때에 못지않은 충격을 줄 수 있다. 만일 전 지구적인 핵전쟁이 일어난다면 전 세계는 치명적인 방사능으로 오염되어 사람들이 살 수 없을 것이다. 도시와 숲, 공장들이 불 탈 것이고, 이때 방출되는 유독 가스들은 불과 수주일 안에 성층권에 이르러 전 지구적으로 흩어질 것이다. 태양광은 차폐되어 지구 표면의 온도는 15-30도 정도 곤두박질 쳐서 소위 핵겨울(nuclear winter)이 닥칠 것이다. 방사능과 유독 가스들은 전 지구적으로 많은 생물들을 멸종시킬 것이며, 나아가 많은 식물들은 일광 부족으로 죽을 것이다.
이 외에도 우리가 알지 못하는 원인에 의한 기후의 갑작스런 변화, 면역력이 전혀 없는 병균의 창궐 등도 생물의 멸종 원인으로 생각해 볼 수 있을 것이다.

## 지구 외적 원인에 의한 격변과 멸종
이러한 지구 내적인 원인에 더하여 지구 외적인 원인도 지구에 격변과 생물의 멸종을 초래할 수 있다. 우주에는 지구의 생명체들을 송두리째 멸종시킬 수 있는 여러 가능성들이 존재한다.
첫째, 우주진으로 인한 멸종의 가능성을 생각해 볼 수 있다. 우리는 흔히 우주 공간을 진공으로 생각하지만 우주는 밀도가 낮기는 하지만 기체나 먼지, 폭발한 별들이나 우주 형성 이래 남은 잔해 등으로 가득 차 있다. 우주진이나 기체의 밀도가 높은 곳을 우리는 성운이라 부른다. 이러한 우주진들은 우리 은하의 나선형팔들 사이에도 널리 분포되어 있다. 만일 우리 지구가 이러한 성운들 사이를 통과하게 된다면 지구 생명체들에게는 격변적 변화가 일어날 것이다. 지구 대기 중의 먼지 밀도가 높아져서 태양으로부터 빛이나 열이 차단될 정도가 되면 빙하기가 시작될 것이다.
만일 태양이 성운 사이를 통과하게 되면 먼지들이 지구 중력권으로 끌려와 대기와 마찰을 일으키면서 백열 상태로 타버릴 것이다. 그러면 이로 인해 지구 대기의 온도가 과도하게 증가해서 지구 생명체들에게는 재난이 닥칠 것이다. 이러한 격변과 멸종의 가능성은 크게 높지 않다. 우주진들의 분포로 볼 때 적어도 앞으로 몇 백만 년 동안에는 지구가 성운을 통과할 가능성은 별로 없어 보인다.
둘째, 태양의 변화로 인한 격변의 가능성이다. 태양은 기체로 되어 있지만 온도나 압력이 엄청나기 때문에 중심에서 원자들이 서로 융합하는 핵융합 반응을 일으킨다. 태양에서는 1초에 4-5억톤 질량이 에너지로 바뀌면서 지구 생명체들이 살아가는데 필요한 열과 빛을 방출하고 있다. 또한 태양은 중심으로부터 강력한 자기장을 방출하여 우주 공간으로 쏘아 보내고 있다. 이러한 태양이 자전하게 되면 태양의 적도지방이 극지방에 비해 속도가 빠르고 이러한 속도의 차이로 인해 자기장이 뒤틀리게 된다. 그리고 이 뒤틀림이 최대가 되는 곳에 우리가 흔히 태양의 흑점이라고 말하는 것이 형성된다. 흑점의 숫자는 최대와 최소 사이를 주기적으로 반복한다. 과학자들은 흑점 주기와 지구의 기후의 변화 사이에 어떤 관계가 있지 않은지를 연구한다. 만일 정말 어떤 관계가 존재한다면 흑정 주기의 변화로 인해 소빙하기와 소간빙기가 반복될 것이다.
셋째, 초신성의 근접 폭발도 지구에서의 격변과 멸종의 원인이 될 수 있다. 대부분의 별들은 수 십 억 년 동안 핵융합으로 인한 압력과 중력이 균형을 이룬다. 하지만 어떤 별들은 질량이 너무 커서 일정 기간 동안 안정을 유지하지만 핵연료가 소진되면 내부로 향하는 중력과 외부로 향하는 핵반응 압력이 균형을 유지할 수 없게 된다. 그러면 거대한 폭발이 일어나 초신성을 만들면서 별은 없어진다. 이 대폭발이 일어날 때는 엄청난 양의 치명적인 우주선이 사방으로 발산된다. 이때 초신성으로부터 10광년 이내에 살고 있는 어떤 생물이 있다면 초신성에서 방출되는 강한 X-선과 감마선으로 인해 더 이상 살 수가 없다. 지금도 지구는 많은 초신성으로부터 방출되는 우주선에 노출되어 있다. 하지만 이 초신성들까지는 거리가 멀고, 그래서 우주선의 강도가 약하기 때문에 큰 문제가 없다. 그러나 만일 지구 가까이에서 초신성이 폭발하게 된다면 지구상의 생물들은 심각한 유전정보의 손상을 입을 것이며, 대규모 멸종이 불가피하다. 이 가설은 충분한 개연성은 있지만 구체적인 증거는 없다는 단점이 있다.
초신성 폭발 시 방출되는 강력한 우주선에 의한 멸종에 더하여 초신성의 폭발 잔해가 지구에 충돌하여 생물의 멸종으로 이어질 수도 있다는 주장도 나왔다. 2005년 버컬리연구소(U.S. Department of Energy’s Lawrence Berkeley National Laboratory)의 핵물리학자 파이어스톤(Richard Firestone)과 애리조나 지질학자 웨스트(Allen West)는 초신성 폭발로 인해 매머드가 멸종했을 수 있다고 주장했다. 그들의 주장에 의하면 지금부터 41,000년 전, 지구로부터 약 250광년 떨어진 초신성이 폭발했다. 이때 발생한 초기 충격파가 초속 10,000km의 속도로 7,000년 동안 우주공간을 가로질러 와서 지구의 매머드들을 죽였으며, 이어 그로부터 21,000년 후인 13,000년 전에는 초신성 폭발의 잔해로 이루어진 직경 10km 정도의 혜성과 같은 저밀도 물체가 지구에 충돌하여 북미주 대륙에 서식하던 매머드들을 모두 멸종시켰다고 한다.
넷째, 소행성이나 혜성 충돌에 의한 격변과 멸종을 생각해 볼 수 있다. 소행성 등이 충돌하게 되면 거대한 폭발이 일어나고 수 백만 톤의 미세먼지들이 성층권으로 올라가 지상 생명체들이 살아가는데 필수적인 태양광을 가리게 된다. 충돌로 인한 강한 열풍은 먼지와 연기로 휩싸인 지구를 몇 달간 불폭풍(firestorm) 속에 휩싸이게 할 것이다. 그 후에는 먼지와 숯가루가 마치 비처럼 지구상에 떨어져 중생대와 신생대 경계에 있는 K-T 경계면과 같은 얇은 층을 형성할 것이다. 만일 거대한 소행성이 바다에 떨어졌다면 록키산맥 만큼이나 높은 해일이 일어나 시속 수백km의 속도로 진행하면서 모든 것들을 초토화 시킬 것이다.
소행성과의 충돌은 확률이 낮지만 실제적인 위협이 될 수 있다. 태양 주위를 공전하면서 지구는 일 년에도 여러 차례 우주진과 작은 운석들이 있는 곳을 통과하기 때문에 유성쇼(meteor show)가 일어난다. 대부분의 운석들은 너무 작아서 지구 대기권에 진입할 때 타버리기 때문에 별 위협이 되지 않는다. 실제로 위협이 되는 것은 직경이 지구의 공전궤도를 가로질러가는 직경 수 km의 소행성들이다. 단 1km 직경을 가진 소행성이 지구와 충돌하더라도 인류 문명 전체를 위협하는 심각한 기후 변화가 일어날 것으로 생각된다. 지난 10여 년 동안에만 해도 여러 개의 소행성들이 지구로부터 불과 1백만km 이내를 "살짝" 스쳐 지나갔다. 사실 이 넓고 넓은 우주에서 1백만km 떨어진 거리라고 하는 것은 정말 가까운 거리이다.

## 현대 지질학의 추세
현재 과학적으로 합의된 바에 따르면 지구의 역사는 전체적으로 느리고 점진적인 과정이며, 그 가운데 때때로 지구 및 지구에 서식하고 있는 생물들에게 영향을 끼치는 자연적 격변이 존재하는 것이다. 즉, 지구 역사를 통틀어 대량 절멸이 최소한 다섯 번 이상 존재했으며 이는 지구 역사상 최소한 다섯 번 이상의 전지구적 대격변이 발생했을 가능성을 암시한다.

## 같이 보기
- 동일과정설